# Urubu-de-cabeça-vermelha
Urubu-de-cabeça-vermelha (Cathartes aura), conhecido também como urubu-real, urubu-caçador, urubu-de-cobra, camiranga e pinaraca, é uma ave pertencente ao grupo dos abutres do Novo Mundo. A espécie vive em quase todo o continente americano, desde o Sul do Canadá ao Cabo Horn, com maior incidência em climas tropicais e subtropicais. Habita uma variedade de áreas abertas e semiabertas, incluindo as florestas subtropicais, matagais, pradarias e desertos.
A plumagem do adulto é de cor marrom enegrecida. A cabeça é depenada e de cor vermelha nos adultos, e negra nos juvenis. A envergadura de asas chega a atingir de 1,70– 2 m, seu peso varia de 1,22–2 kg em zonas tropicais e 1,4-2,7 kg na América do Norte e Andes e seu comprimento vai de 67–81 cm. A alimentação destes urubus é feita à base de carniças, vegetais em decomposição, pequenos insetos e larvas, que detectam com o olfato bastante apurado. São frequentemente os primeiros urubus a chegar a uma carniça.
A nidificação é feita em cavidades rochosas, cavidades de árvores ou no próprio solo. Procuram sempre lugares distantes da presença humana, com uma característica interessante que sempre voltam a incubar seus ovos no mesmo local. Põem de 1 a 3 ovos durante o ano, sendo a maioria das vezes 2 ovos, e raramente 1 ou 3. O período de incubação dura em torno de 30 a 41 dias. Quando nascem os filhotes, são alimentados de alimento regurgitado pelos pais.
No Brasil é proibido por lei matar algum urubu ou criá-lo em cativeiro sem o consentimento do IBAMA.
Existem cinco subespécies de urubu-de-cabeça-vermelha:
- C. aura aura
- C. aura septentrionalis
- C. aura ruficollis
- C. aura jota
- C. aura meridionalis

## Taxonomia

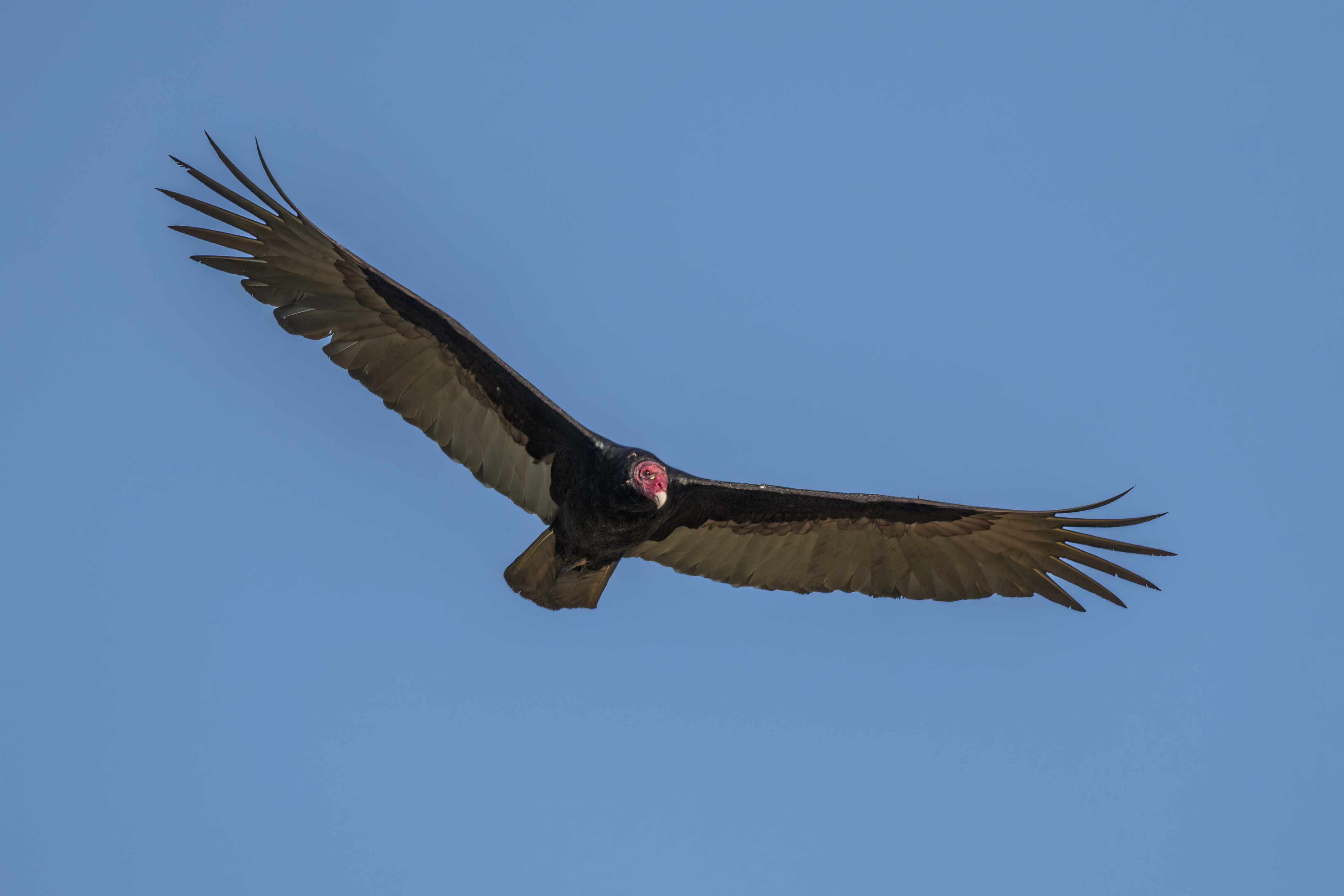
Em vôo sobre Cuba

O urubu-de-cabeça-vermelha foi formalmente descrito por Carl Linnaeus como Vultur aura em sua 10ª edição do Systema Naturae de 1758, e caracterizado como "V. fuscogriseus, remigibus nigris, rostro albo" ("abutre marrom-acinzentado, com penas de voo pretas e um bico branco"). É um membro da família Cathartidae, junto com as outras seis espécies de abutres e urubus do Novo Mundo, e incluído no gênero Cathartes, junto com o urubu-da-mata e o urubu-de-cabeça-amarela . Como outros abutres do Novo Mundo, o urubu-de-cabeça-vermelha tem um número cromossômico diploide de 80.
A localização taxonômica do urubu-de-cabeça-vermelha e das seis espécies restantes de abutres do Novo Mundo está mudando. Embora sejam semelhantes na aparência e tenham papéis ecológicos semelhantes, os abutres do Novo e do Velho Mundo evoluíram de diferentes ancestrais em diferentes partes do mundo. Algumas autoridades anteriores sugeriram que os abutres do Novo Mundo eram parentes mais próximos das cegonhas. Autoridades mais recentes mantiveram sua posição geral na ordem Falconiformes junto com os abutres do Velho Mundo ou os colocaram em sua própria ordem, Cathartiformes.
No entanto, estudos genéticos recentes indicam que nem os abutres do Novo Mundo nem os do Velho Mundo são próximos aos falcões, nem os abutres do Novo Mundo perto das cegonhas. Ambos são membros basais do clado Afroaves, com abutres do Velho Mundo compreendendo vários grupos dentro da família Accipitridae, também contendo águias, pipas e falcões, enquanto os abutres e urubus do Novo Mundo em Cathartiformes são um grupo irmão de Accipitriformes (contendo a águia-pescadora e o secretário junto com Accipitridae).

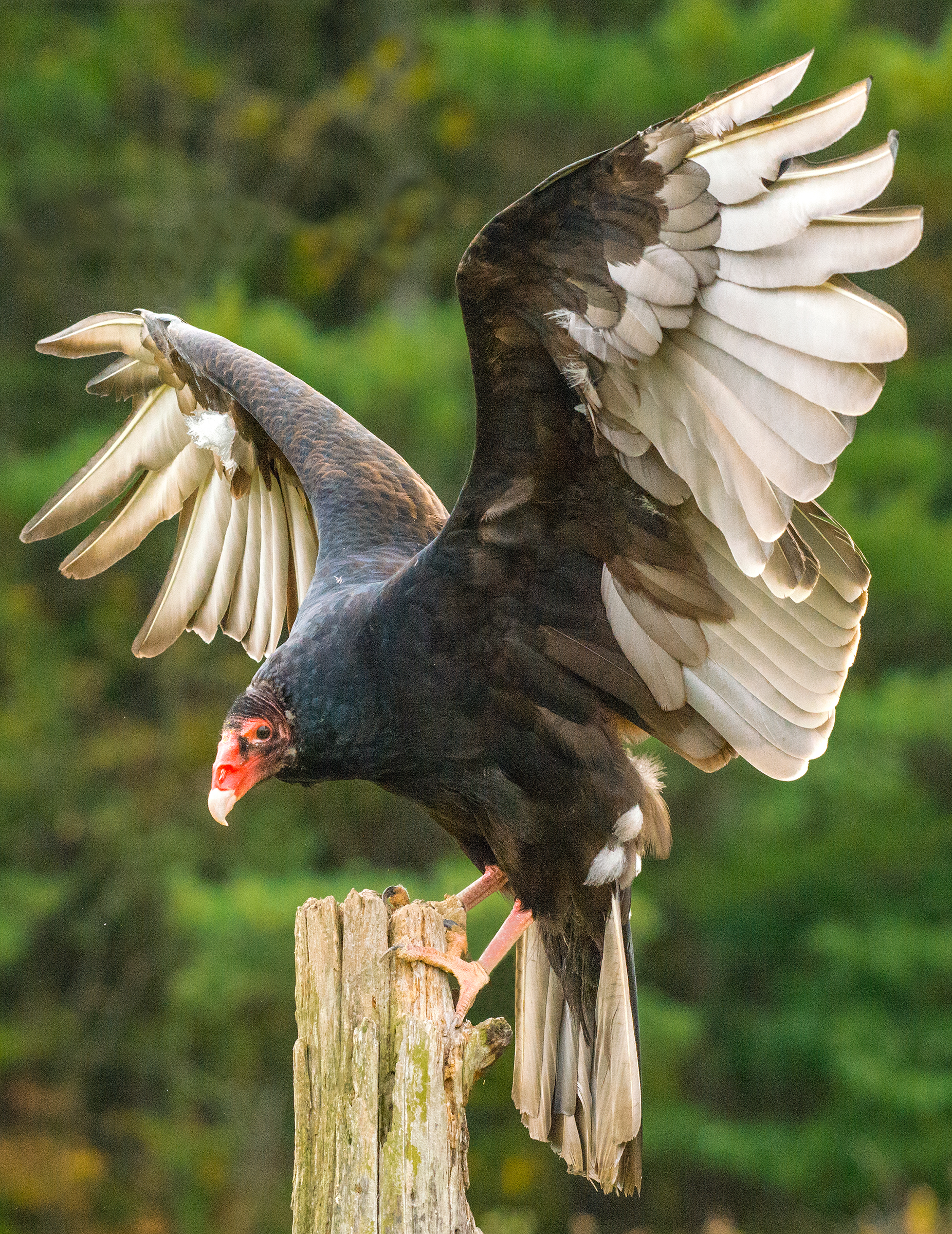
Urubu-de-cabeça-vermelha (C. a. Septentrionalis) (Canadá)

Existem cinco subespécies de urubu-de-cabeça-vermelha:
- C. a. aura é a subespécie nomeada. É encontrada desde o sul do México até a América do Sul e as Grandes Antilhas. Esta subespécie ocasionalmente sobrepõe seu intervalo com outras subespécies. É a menor das subespécies, mas é quase indistinguível de C. a. meridionalis na cor.[15]
- C. a. jota, o urubu-de-cabeça-vermelha chileno, é maior, mais marrom e ligeiramente mais pálido do que C. a. ruficollis. As penas secundárias e abrigos de asas podem ter margens cinza.[16]
- C. a. meridionalis, o urubu-de-cabeça-vermelha ocidental, é um sinônimo de C. a. teter. C. a. teter foi identificado como uma subespécie por Friedman em 1933, mas em 1964 Alexander Wetmore separou os pássaros ocidentais, que tomaram o nome de meridionalis, aplicado anteriormente a um migrante da América do Sul. Reproduz-se do sul de Manitoba, sul da Colúmbia Britânica, centro de Alberta e Saskatchewan ao sul até Baja California, centro-sul do Arizona, sudeste do Novo México e centro-sul do Texas.[17] É a subespécie mais migratória, migrando até a América do Sul, onde se sobrepõe à extensão da menor C. a. aura. Ele difere do abutre oriental na cor, já que as bordas das asas menores são de um marrom mais escuro e mais estreito.[15]
- C. a. ruficollis, o urubu-de-cabeça-vermelha tropical, é encontrado no sul do Panamá, através do Uruguai e da Argentina. Também é encontrado na ilha de Trinidad.[18] É mais escuro e mais preto do que C. a. aura, com bordas das asas marrons que são mais estreitas ou totalmente ausentes.[18] A cabeça e o pescoço são de um vermelho opaco com manchas branco-amareladas ou branco-esverdeadas. Os adultos geralmente apresentam uma mancha amarela pálida no topo da cabeça.[16]
- C. a. septentrionalis é conhecido como o urubu-de-cabeça-vermelha oriental. Os abutres do leste e do oeste diferem nas proporções da cauda e das asas. Ele varia do sudeste do Canadá ao sul até o leste dos Estados Unidos. É menos migratório do que C. a. meridionalis e raramente migra para áreas ao sul dos Estados Unidos.[15]

## Descrição

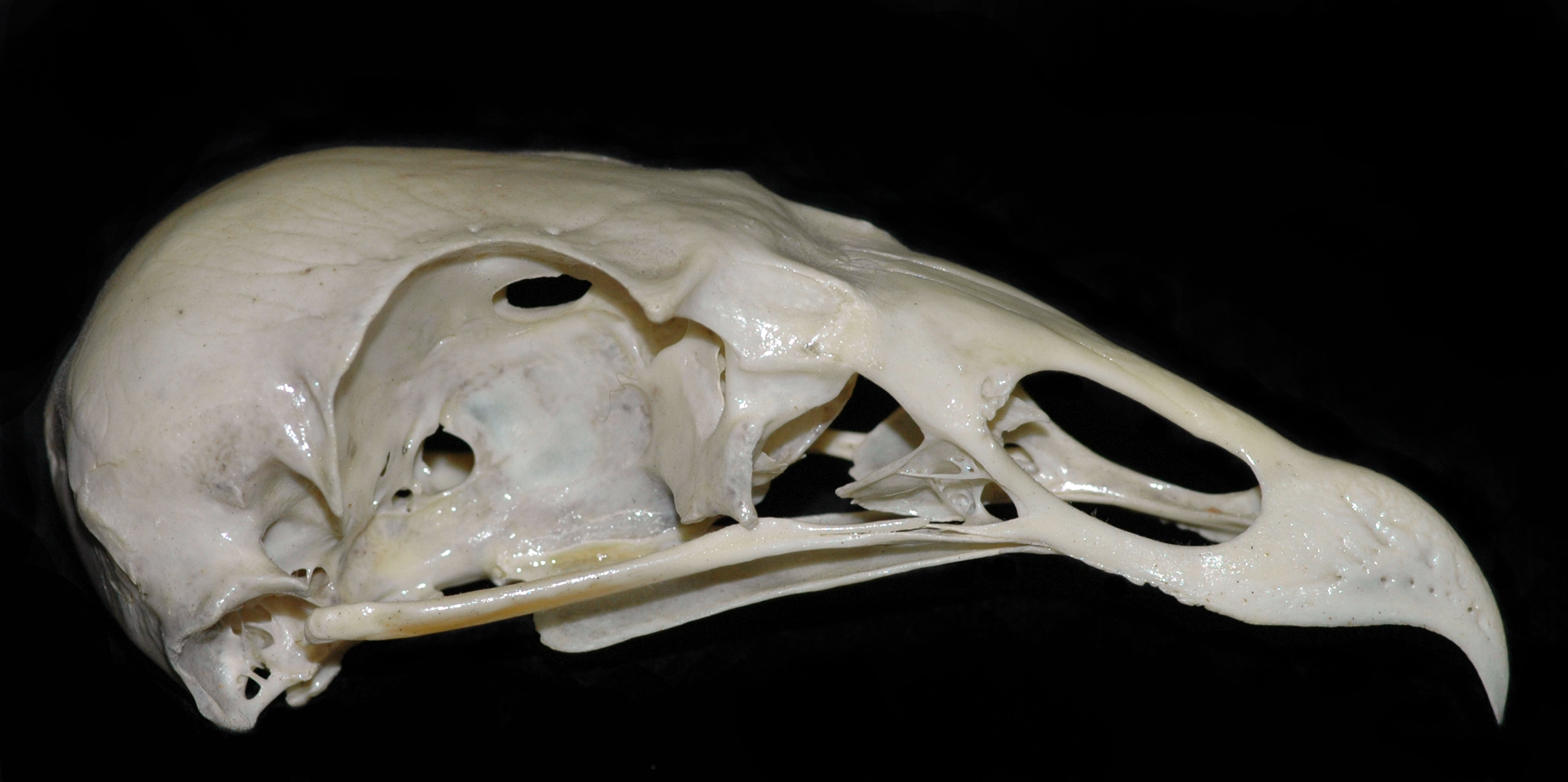
Crânio de urubu-de-cabeça-vermelha

Uma ave grande, tem uma envergadura de 160–183 cm, um comprimento de 62 a 81 centímetros, e peso de 0,8 a 2,41 quilos. Os pássaros no limite norte da distribuição da espécie são, em média, maiores em tamanho do que os abutres dos neotrópicos. Uma amostra de 124 pássaros da Flórida apresentou média de 2 quilos, enquanto 65 e 130 aves da Venezuela apresentaram média de 1,22 e 1,45, respectivamente, em diferentes estudos. Apresenta dimorfismo sexual mínimo; os sexos são idênticos em plumagem e coloração e são semelhantes em tamanho. As penas do corpo são quase todas preto-acastanhadas, mas as penas de voo nas asas parecem cinza-prateadas por baixo, contrastando com os forros mais escuros das asas. A cabeça do adulto é pequena em proporção ao corpo e é vermelha com pouca ou nenhuma penugem. Ele também tem um bico relativamente curto, adunco e cor de marfim. As íris dos olhos são castanho-acinzentadas; pernas e pés são rosados, embora tipicamente manchados de branco. O olho tem uma única fileira incompleta de cílios na pálpebra superior e duas fileiras na pálpebra inferior.

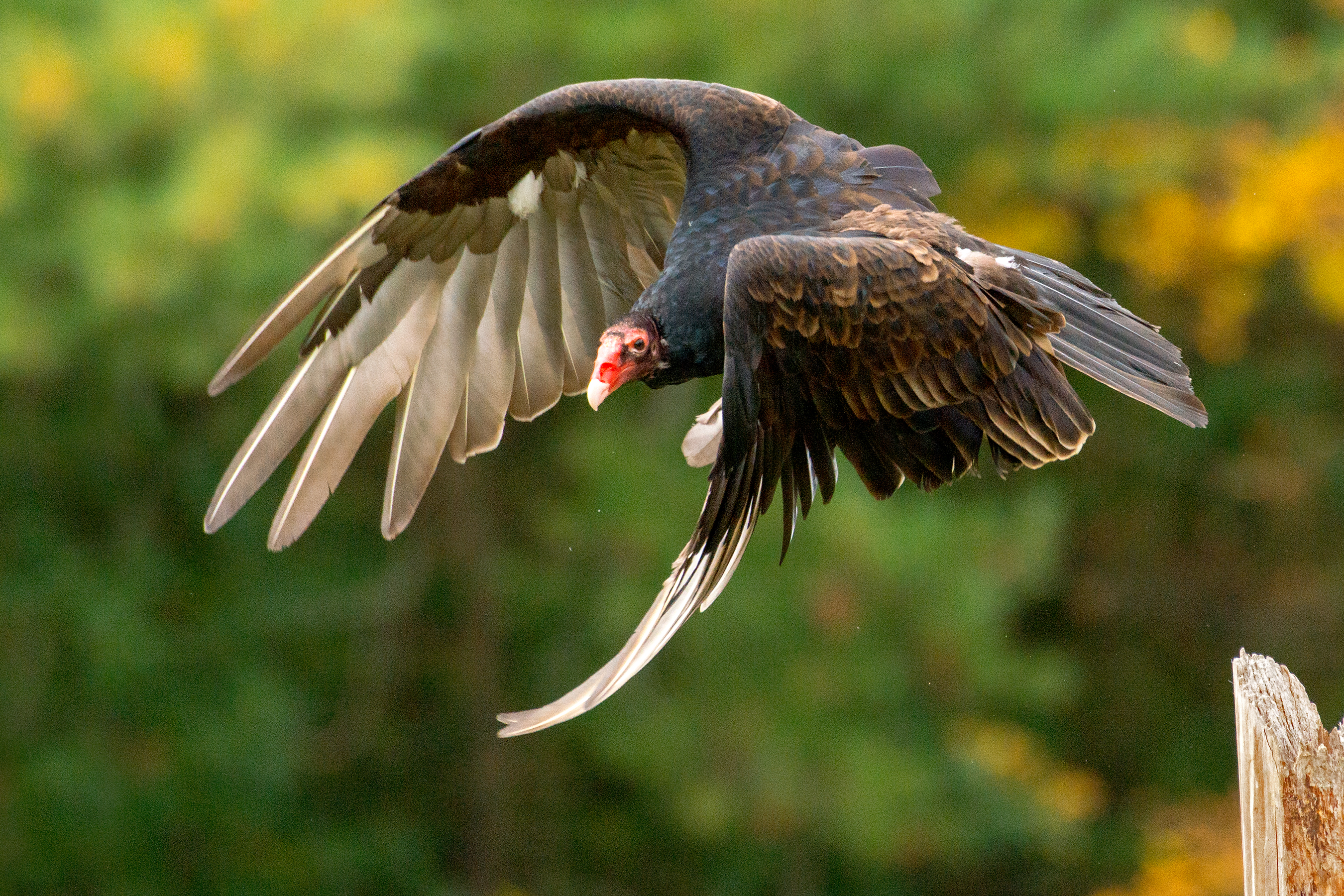
Um urubu-de-cabeça-vermelha oriental (C. a. Septentrionalis) em voo (Canadá)

Os dois dedos da frente do pé são longos e possuem pequenas teias em suas bases. As pegadas são grandes, entre 9,5 e 14 centímetros de comprimento e 8,2 a 10,2 centímetros de largura, ambas as medidas incluindo as marcas das garras. Os dedos dos pés estão dispostos no padrão clássico anisodáctilo. Os pés são planos, relativamente fracos e mal adaptados à preensão; as garras também não são projetadas para agarrar, pois são relativamente cegas. Em voo, a cauda é longa e fina. O urubu-preto tem cauda e asas relativamente mais curtas, o que o faz parecer bem menor em voo do que o urubu-de-cabeça-vermelha, embora as massas corporais das duas espécies sejam praticamente as mesmas. As narinas não são divididas por um septo, mas sim perfuradas; de lado pode-se ver através do bico. Ele sofre uma muda no final do inverno até o início da primavera. É uma muda gradual, que dura até o início do outono. A ave imatura tem a cabeça cinza com a ponta do bico preto; as cores mudam para as do adulto à medida que a ave amadurece. A longevidade em cativeiro não é bem conhecida. Desde 2020 há dois pássaros em cativeiro com mais de 45 anos: o Gabbert Raptor Center no campus da Universidade de Minnesota é o lar de um urubu chamado Nero com nascimento confirmado no ano de 1974, e outro pássaro macho, chamado Lord Richard, vive em a Lindsay Wildlife Experience em Walnut Creek, Califórnia. Lord Richard nasceu em 1974 e chegou ao museu no final daquele ano. O mais antigo pássaro selvagem anilhado tinha 16 anos.
Urubus leucísticos (às vezes chamados erroneamente de "albinos") às vezes são vistos.
O urubu-de-cabeça-vermelha, como a maioria dos outros abutres, tem muito pouca capacidade de vocalização. Como não tem siringe, ele só consegue emitir assobios e grunhidos. Geralmente sibila quando se sente ameaçado ou quando luta com outros abutres por uma carcaça. Grunhidos são comumente ouvidos de jovens famintos e de adultos em sua exibição de corte.

## Distribuição e habitat
O urubu-de-cabeça-vermelha tem uma grande área de abrangência, com uma ocorrência global estimada de 28 milhões de quilômetros quadrados. É o abutre mais abundante das Américas. Sua população global é estimada em 4,5 milhões de indivíduos. É encontrado em áreas abertas e semiabertas nas Américas, do sul do Canadá ao Cabo Horn. É residente permanente no sul dos Estados Unidos, embora as aves do norte possam migrar para o sul até a América do Sul. O urubu-de-cabeça-vermelha é comum em áreas abertas, florestas subtropicais, matagais, desertos e contrafortes. Também é encontrado em pastagens e pântanos. É mais comumente encontrado em áreas relativamente abertas que fornecem árvores próximas para nidificação e geralmente evita áreas densamente florestadas.
Esta ave de aspecto de corvo deu origem à denominação da Quebrada de los Cuervos no Uruguai, onde habitam junto com o urubu-de-cabeça-amarela e o urubu-preto.

## Ecologia e comportamento

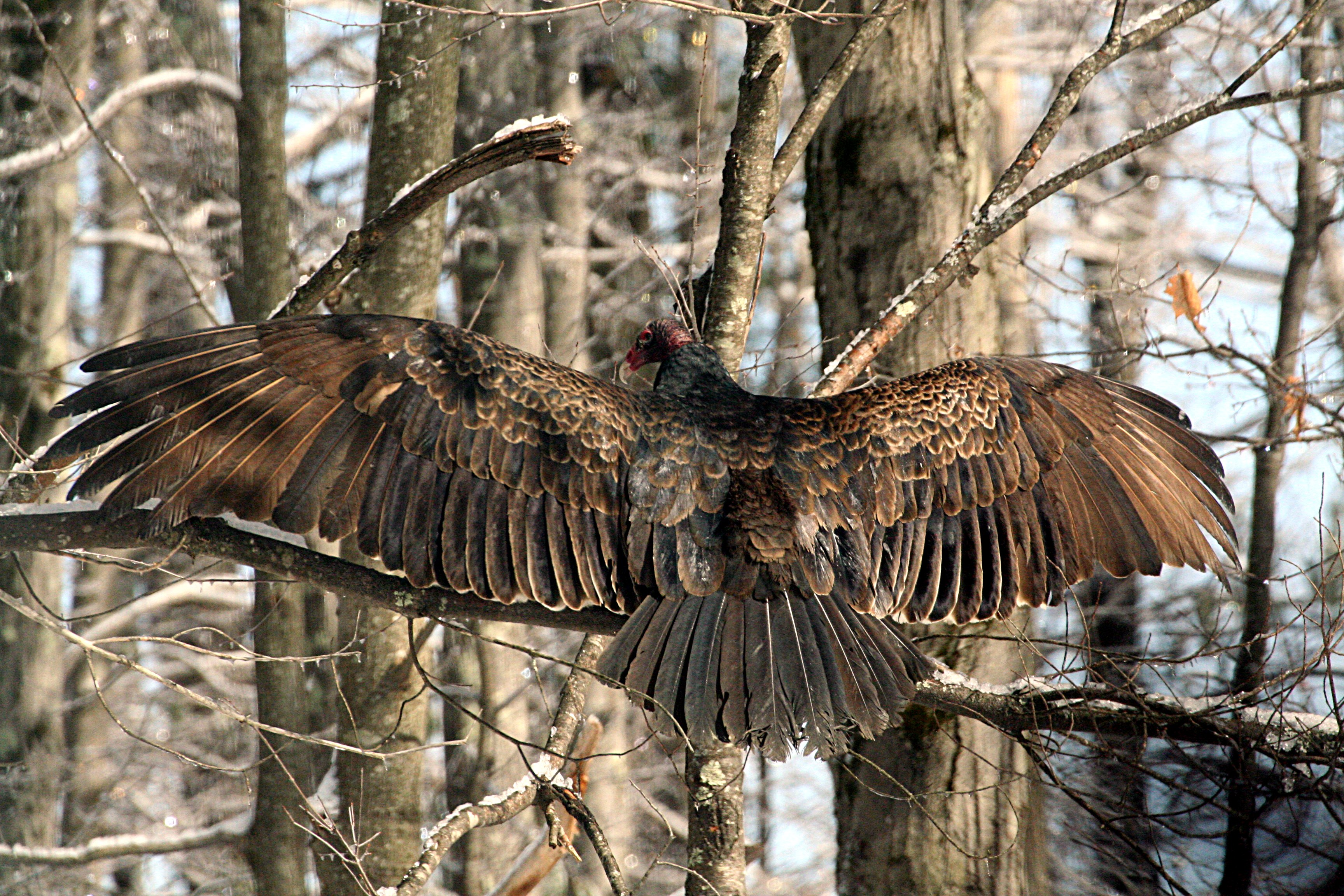
Pássaro adulto em pose horáltica

O urubu-de-cabeça-vermelha é gregário e empoleira-se em grandes grupos comunitários, partindo para forragear independentemente durante o dia. Várias centenas de abutres podem empoleirar-se comunalmente em grupos, que às vezes até incluem urubus-pretos. Ele se empoleira em árvores mortas e sem folhas e também em estruturas feitas pelo homem, como torres de água ou de micro-ondas. Embora nidifique em cavernas, não entra nelas, exceto durante a época de reprodução. O urubu-de-cabeça-vermelha reduz sua temperatura corporal noturna em cerca de 6 graus Celsius a 34 °C (93 °F), tornando-se ligeiramente hipotérmico .

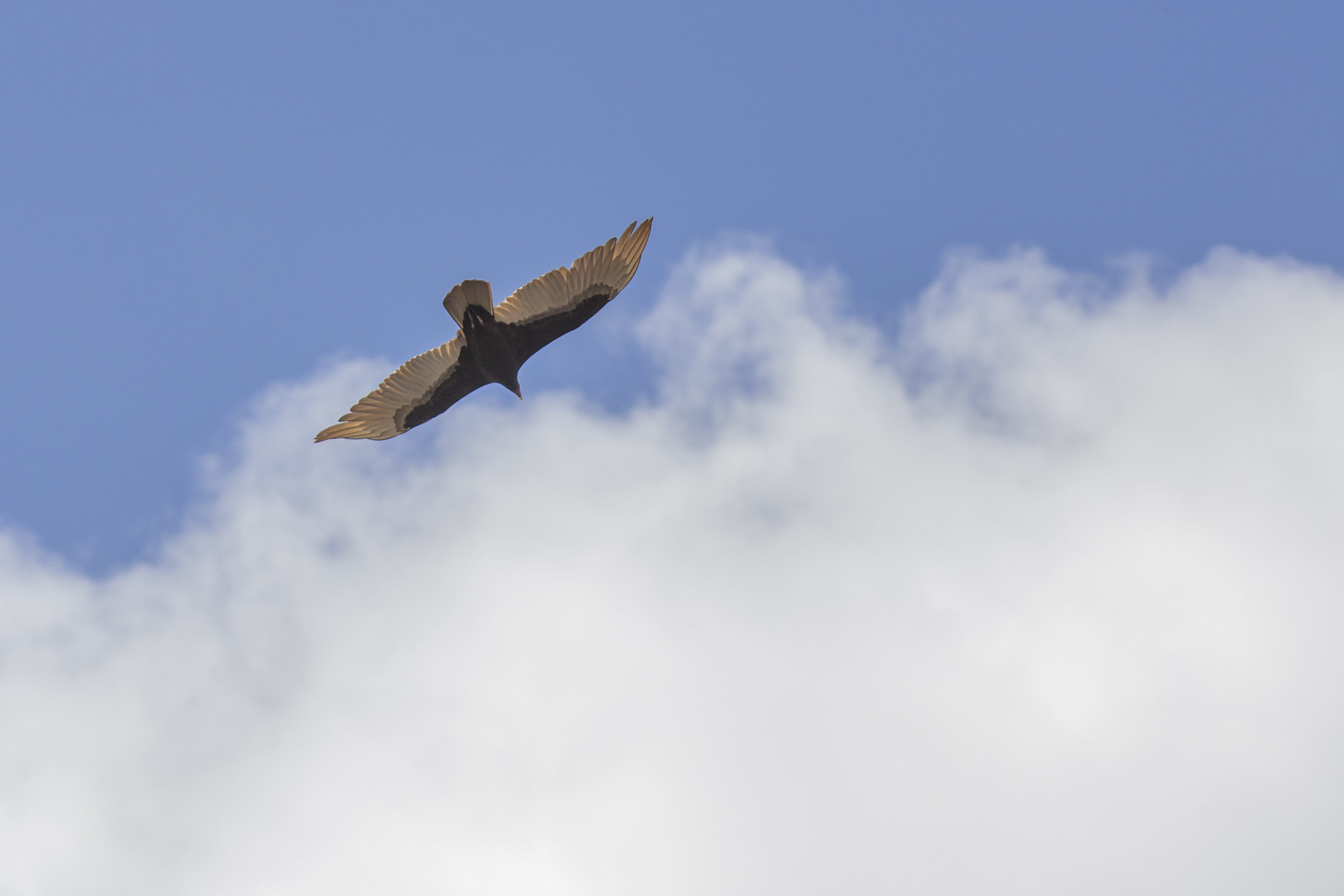
Urubu-de-cabeça-vermelha voando nos Everglades

Este abutre é frequentemente visto em pé em uma postura de asas abertas. Acredita-se que a postura desempenhe várias funções: secar as asas, aquecer o corpo e matar bactérias. É praticado com mais frequência após noites úmidas ou chuvosas. Este mesmo comportamento é demonstrado por outros abutres do Novo Mundo, pelos abutres do Velho Mundo e pelas cegonhas. Assim como as cegonhas, o urubu muitas vezes defeca nas próprias pernas, usando a evaporação da água das fezes e/ou da urina para se resfriar, processo conhecido como uroidrose. Ele resfria os vasos sanguíneos nos tarsos e pés sem penas, e faz com que o ácido úrico branco se espalhe pelas pernas.
O urubu tem poucos predadores naturais. Urubus-de-cabeça-vermelha filhotes, imaturos e adultos, em ordem decrescente de probabilidade, podem ser vítimas de jacurutus, falcões-de-cauda-vermelha, águias-reais e águias-americanas, enquanto ovos e filhotes podem ser predados por mamíferos como guaxinins e gambás. As raposas podem ocasionalmente emboscar um adulto, mas as espécies que podem escalar têm maior probabilidade de invadir e predar os ninhos do que os adultos. Sua principal forma de defesa é regurgitar carne semidigerida, uma substância malcheirosa que impede a maioria das criaturas com a intenção de atacar um ninho de abutre. Também irá doer se o predador estiver perto o suficiente para que o vômito atinja o rosto ou os olhos. Em alguns casos, o abutre deve se livrar do conteúdo no seu papo de uma refeição pesada e não digerida para voar para fugir de um predador em potencial. Sua expectativa de vida na natureza é de mais de 16 anos, sendo possível um tempo de vida em cativeiro de mais de 45 anos.
O urubu-de-cabeça-vermelha é desajeitado no chão, com uma caminhada saltitante. É preciso muito esforço para voar, batendo as asas enquanto se levanta do chão e salta com os pés. Enquanto voa, o urubu-de-cabeça-vermelha mantém suas asas em forma de V raso e frequentemente se inclina de um lado para o outro, frequentemente fazendo com que as penas cinzentas de voo pareçam prateadas ao refletir a luz. O voo do urubu-de-cabeça-vermelha é um exemplo de voo ascendente estático, no qual ele bate as asas com pouca frequência e aproveita as térmicas ascendentes para se elevar.

### Reprodução
A época de reprodução do urubu-de-cabeça-vermelha varia de acordo com a latitude. No sul dos Estados Unidos, começa em março, atinge o pico de abril a maio e continua até junho. Em latitudes mais ao norte, a temporada começa mais tarde e se estende até agosto. Os rituais de namoro do urubu-de-cabeça-vermelha envolvem vários indivíduos reunidos em um círculo, que executam movimentos de salto ao redor do perímetro do círculo com as asas parcialmente abertas. No ar, um pássaro segue de perto o outro enquanto bate as asas e mergulha.

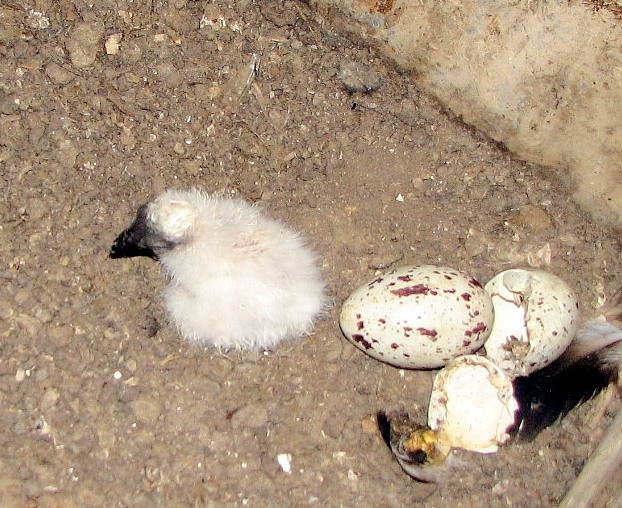
Um filhote chocou imediatamente e um ovo ainda não chocou

Os ovos são geralmente colocados no local de nidificação em um local protegido, como um penhasco, uma caverna, uma fenda na rocha, uma toca, dentro de uma árvore oca ou em um matagal. Há pouca ou nenhuma construção de um ninho; os ovos são colocados em uma superfície nua. As fêmeas geralmente põem dois ovos, mas às vezes um e raramente três. Os ovos são de cor creme, com manchas marrons ou lilases ao redor de sua extremidade maior. Ambos os pais incubam e os filhotes eclodem após 30 a 40 dias. Os pintinhos são altriciais ou indefesos ao nascer. Ambos os adultos alimentam os filhotes regurgitando comida para eles e cuidam deles por 10 a 11 semanas. Quando os adultos são ameaçados durante o ninho, eles podem fugir, regurgitar no intruso ou se fingir de mortos. Se os filhotes são ameaçados no ninho, eles se defendem assobiando e regurgitando. O jovem empluma-se com cerca de nove a dez semanas. Os grupos familiares permanecem juntos até o outono.

### Alimentação

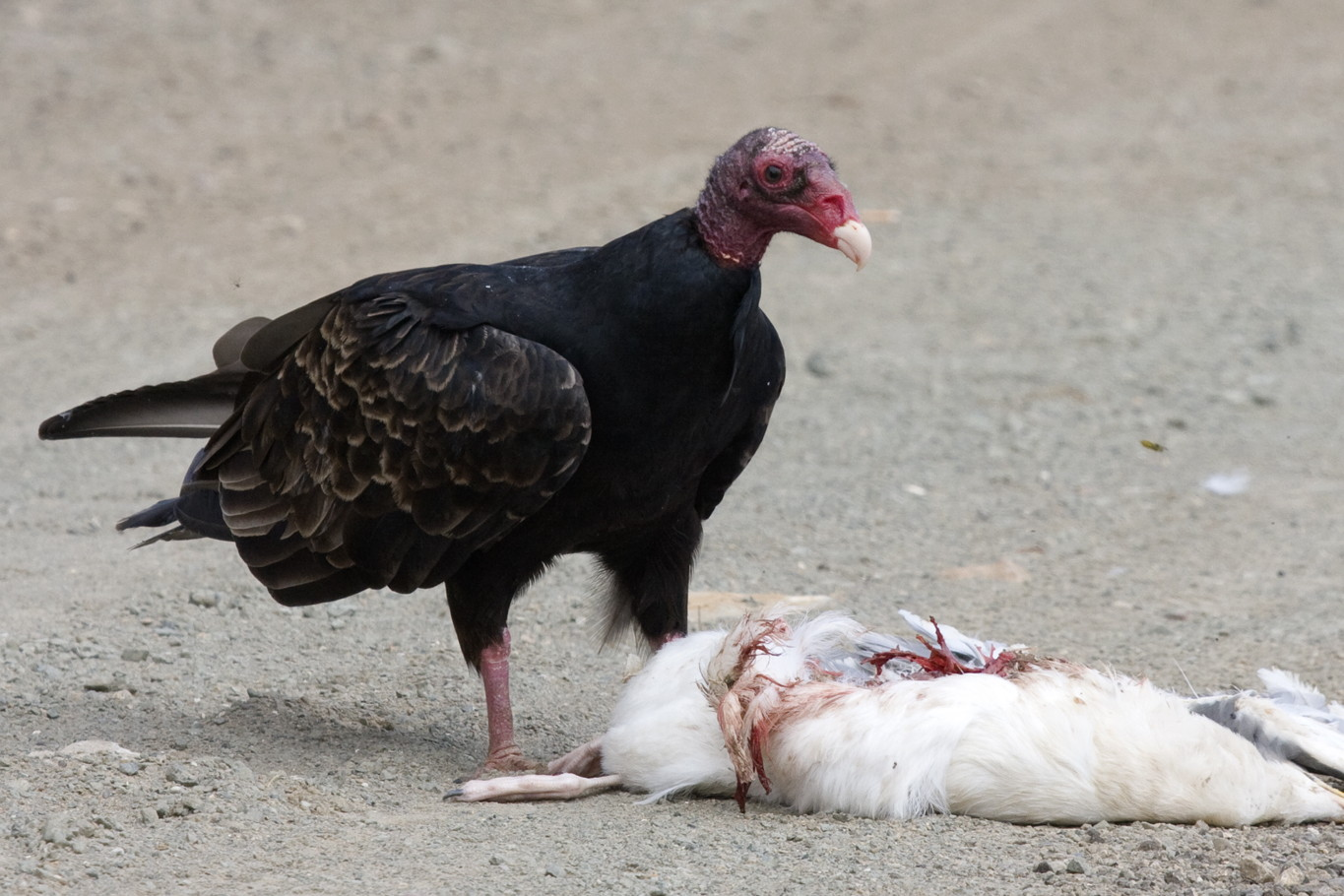
Alimentando-se de uma gaivota morta em Morro Bay, Califórnia

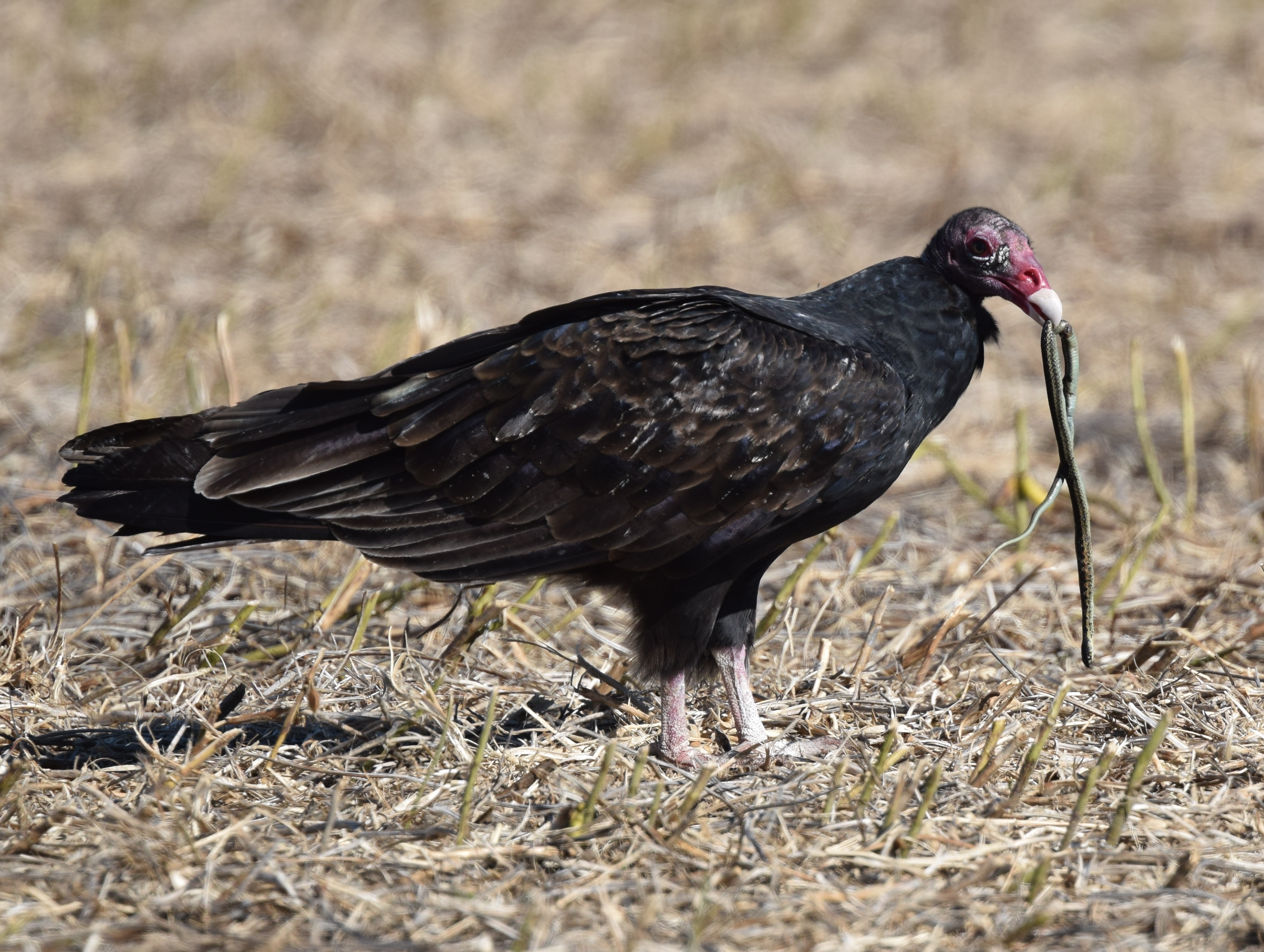
Um urubu-de-cabeça-vermelha comendo uma cobra

O urubu-de-cabeça-vermelha se alimenta principalmente de uma grande variedade de carniça, de pequenos mamíferos a grandes herbívoros, preferindo os que morreram recentemente e evitando carcaças que atingiram o ponto de putrefação. Raramente eles se alimentam de matéria vegetal, vegetação costeira, abóbora, coco e outros vegetais, insetos vivos e outros invertebrados. Na América do Sul, urubus-de-cabeça-vermelha foram fotografados se alimentando dos frutos do dendê introduzido. Eles raramente matam suas próprias presas e, quando o fazem, trata-se de crias pequenas e fracas de diversos animais. O urubu pode ser frequentemente visto ao longo das estradas se alimentando de animais atropelados ou próximo a corpos d'água, alimentando-se de peixes perdidos. Eles também se alimentam de peixes ou insetos que ficaram presos em águas rasas. Como outros abutres, ele desempenha um papel importante no ecossistema, eliminando carniça, que de outra forma seria um terreno fértil para doenças.
O urubu-de-cabeça-vermelha caça pelo cheiro, uma habilidade incomum no mundo das aves, muitas vezes voando baixo para sentir o cheiro do etil mercaptano, um gás produzido no início da decomposição de animais mortos. O lobo olfatório de seu cérebro, responsável pelo processamento dos cheiros, é particularmente grande se comparado ao de outros animais. Essa capacidade aumentada de detectar odores permite que ele procure carniça abaixo do dossel da floresta. Urubus-rei, urubus-pretos e condores, que não têm a capacidade de cheirar carniça, seguem o urubu-de-cabeça-vermelha até as carcaças. O urubu-de-cabeça-vermelha chega primeiro na carcaça, ou com os urubus-de-cabeça-amarela, que também compartilham a capacidade de cheirar carniça. Desloca os abutres-de-cabeça-amarela das carcaças devido ao seu tamanho maior, mas é deslocado por sua vez pelo urubu-rei e pelos dois tipos de condor, que fazem o primeiro corte na pele do animal morto. Isso permite que o urubu-de-cabeça-vermelha, menor e de bico mais fraco, tenha acesso à comida, porque ele não pode rasgar as peles duras de animais maiores por conta própria. Este é um exemplo de dependência mútua entre espécies.

## Relacionamento com humanos

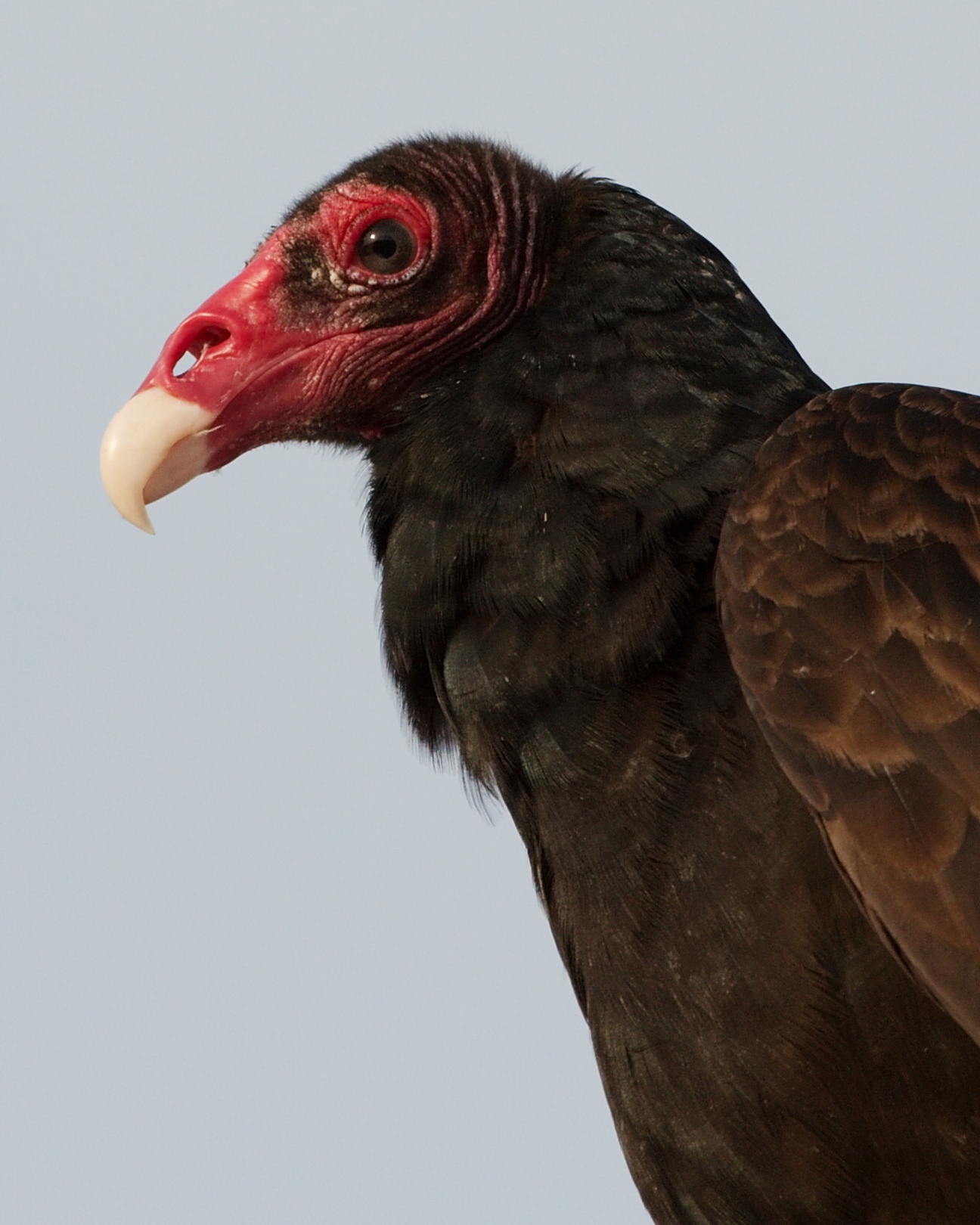
Uma vista lateral, mostrando as narinas perfuradas

O urubu-de-cabeça-vermelha é às vezes acusado pelos criadores de gado de carregar antraz ou cólera suína, ambas doenças do gado, e, portanto, ocasionalmente é percebido como uma ameaça. No entanto, o vírus que causa a cólera suína é destruído ao passar pelo trato digestivo do urubu. Esta espécie também pode ser percebida como uma ameaça pelos agricultores devido à tendência semelhante à do urubu-preto de atacar e matar o gado recém-nascido. O urubu-de-cabeça-vermelha não mata animais vivos, mas se mistura com bandos de urubus-pretos e vasculha o que eles deixam para trás. No entanto, sua aparição em um local onde um bezerro foi morto dá a impressão incorreta de que o urubu-de-cabeça-vermelha representa um perigo para os bezerros. Os excrementos produzidos por urubus-de-cabeça-vermelha e outros urubus podem prejudicar ou matar árvores e outra vegetação. O urubu pode ser mantido em cativeiro, embora a Lei do Tratado de Aves Migratórias impeça isso no caso de animais ilesos ou capazes de retornar à vida selvagem. Em cativeiro, pode ser alimentado com carne fresca, e os pássaros mais jovens se empanturrarão se tiverem a oportunidade.
A espécie de urubu-de-cabeça-vermelha recebe proteções legais especiais sob a Lei do Tratado de Aves Migratórias de 1918 nos Estados Unidos, pela Convenção para a Proteção de Aves Migratórias no Canadá, e pela Convenção para a Proteção de Aves Migratórias e Mamíferos de caça no México. Nos Estados Unidos, é ilegal pegar, matar ou possuir abutres, seus ovos e quaisquer partes do corpo, incluindo, mas não se limitando às penas; a violação da lei é punível com multa de até 100 000 dólares para indivíduos ou 200 000 dólares para organizações e/ou pena de prisão de 1 ano. É listado como uma espécie pouco preocupante pela Lista Vermelha da IUCN. As populações parecem permanecer estáveis e não atingiram o limiar de inclusão como espécie ameaçada, o que requer um declínio de mais de 30 por cento em 10 anos ou três gerações.